# Rutòidies
Rutoideae és una subfamília de plantes de flors que pertany a la família de les Rutaceae.

## Gèneres
| - Agathosma - Asterolasia - Boenninghausenia - Boronia | - Choisya - Correa - Dictamnus - Eriostemon | - Erythrochiton - Esenbeckia - Lunasia - Melicope | - Phebalium - Pilocarpus - Ruta - Zanthoxylum |